# Mary Kelly (supercentenaire)
Mary Martha Kelly, née Young le 7 juin 1851, décédée le 30 décembre 1964, était une supercentenaire américaine reconnue comme la doyenne de l'humanité entre le 28 novembre 1960 et la date de sa mort. Elle a vécu jusqu'à l'âge de 113 ans et 206 jours à son décès. Elle était la doyenne des personnes reconnues vivantes au monde, après la mort de Nettie Minick, et ce jusqu'à sa propre mort. Elle détenait également le titre de doyenne de l'État du Michigan jusqu'à ce que Maud Farris-Luse la dépasse en 2000. Elle était également la troisième personne à atteindre l'âge de 113 ans, après Delina Filkins et Betsy Baker.

## Biographie
Mary Martha Young est née le 7 juin 1851 à Southfield, dans le comté d'Oakland, dans le Michigan, aux États-Unis. Son père était John A. Young. Elle a épousé Albert Kelly en 1873 ; ils ont eu trois enfants. Albert Kelly est décédé à l'âge de 34 ans, dans un accident d'éolienne dans le comté de Clinton, dans l'Iowa. Elle est restée veuve pendant les 84 dernières années de sa vie. Passionnée de lecture, elle n'a abandonné sa vie qu'à 108 ans en raison de problèmes de vue. À 106 ans, elle déclarait : « Les gens pensent que je suis une vieille femme. Je ne pense pas, je ne me sens pas vieille dans ma façon de penser.» Kelly a vécu de façon indépendante jusqu'à l'âge de 106 ans, date à laquelle elle a été admise à l'hôpital général de Long Beach.
Mary Kelly adorait lire, mais elle dut arrêter à 108 ans en raison de problèmes de vue. À 106 ans, elle déclarait ne pas se sentir vieille, contrairement à ce que l'on pensait. À 106 ans également, après avoir vécu en totale autonomie, elle emménagea à la maison de retraite de l'hôpital général de Long Beach. À 110 ans, Mary Kelly paraissait joyeuse et positive, même si elle passait la plupart de son temps à dormir.
À 110 ans, Kelly était toujours joyeuse et positive, même si elle passait la plupart de son temps à dormir. Elle laissait derrière elle trois petits-enfants.
Mary Kelly décède à Long Beach en Californie le 30 décembre 1964.